# Coloane

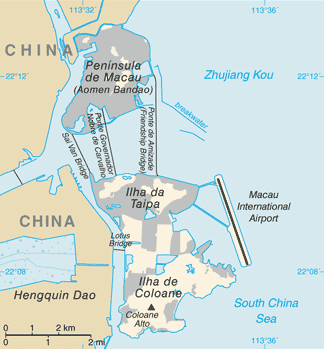
Ligging van Coloane ten opzichte van Macau.

Coloane is een van de twee eilanden in de Speciale Bestuurlijke Regio Macau. Het ligt ten zuiden van het andere eiland Taipa en ten oosten van het Chinese eiland Hengqin. Tussen Taipa en Coloane staat een twee kilometer lange brug, hoewel tussen de twee eilanden een nieuw stuk land is drooggelegd: Cotai.